# Mont Chanis
Le mont Chanis est un sommet du massif du Meygal, culminant à 1 232 m d'altitude, dans le Velay en France.

## Géographie

### Situation
La montagne se trouve sur la commune de Saint-Julien-Chapteuil dans le département de la Haute-Loire.

### Géologie
Le sous-sol du mont Chanis est constitué de trachyte et de phonolite. Un ensemble de piliers rocheux constitue une falaise visible du côté sud, tandis que les pentes boisées du dôme sont parsemées d'éboulis et de blocs rocheux de diverses tailles provenant du démantèlement de la roche.

## Activités

### Protection environnementale
Le mont est répertorié dans la ZNIEFF de type 2 « Mézenc - Meygal ».

### Randonnée
Le sommet est parcouru par un circuit de randonnée.

## Dans la culture
Jules Romains faisait une comparaison entre le mont Chanis et un « chameau », en raison de la présence des deux sucs adjacents qui se sont formés côte à côte.